# NGC 6063
NGC 6063 est une galaxie spirale située dans la constellation d'Hercule. Sa vitesse par rapport au fond diffus cosmologique est de 2 944 ± 7 km/s, ce qui correspond à une distance de Hubble de 43,4 ± 3,0 Mpc (∼142 millions d'al). NGC 6063 a été découverte par l'astronome français Édouard Stephan en 1882.
La classe de luminosité de NGC 6063 est III-IV et elle présente une large raie HI.
À ce jour, 27 mesures non basées sur le décalage vers le rouge (redshift) donnent une distance de 44,837 ± 6.7.092 Mpc (∼146 millions d'al), ce qui est à l'intérieur des valeurs de la distance de Hubble.

## Supernova
La supernova SN 1999ac a été découverte dans NGC 6062 le 26 février 1999 par M. Modjaz, J. Y. King, M. Papenkova, A. Friedman, R. A.
Johnson, W. D. Li, R. R. Treffers et A. V. Filippenko dans le cadre du programme conjoint LOSS/KAIT (Lick Observatory Supernova Search de l'observatoire Lick et The Katzman Automatic Imaging Telescope de l'université de Californie à Berkeley). Cette supernova était de type Ia-pec.